# 나카스지촌 (시마네현)
나카스지촌(中条村)은 시마네현 스키군에 설치되었던 촌이다. 현재의 오키노시마정에 해당한다.